# Divizia 76 Rezervă germană (1916-1918)
Divizia 76 Rezervă a fost una din marile unități tactice ale Armatei Imperiale Germane, participantă la acțiunile militare de pe frontul român, în timpul Primului Război Mondial. În această perioadă, a fost comandată de generalul Hugo Elstermann von Elster. :pp. 183-184
În campania anului 1916 pe teritoriul României a luat parte la Lupta de la Porumbacu, Lupta de la Șinca și Bătălia din zona Bran-Câmpulung. :passim